# 郵封

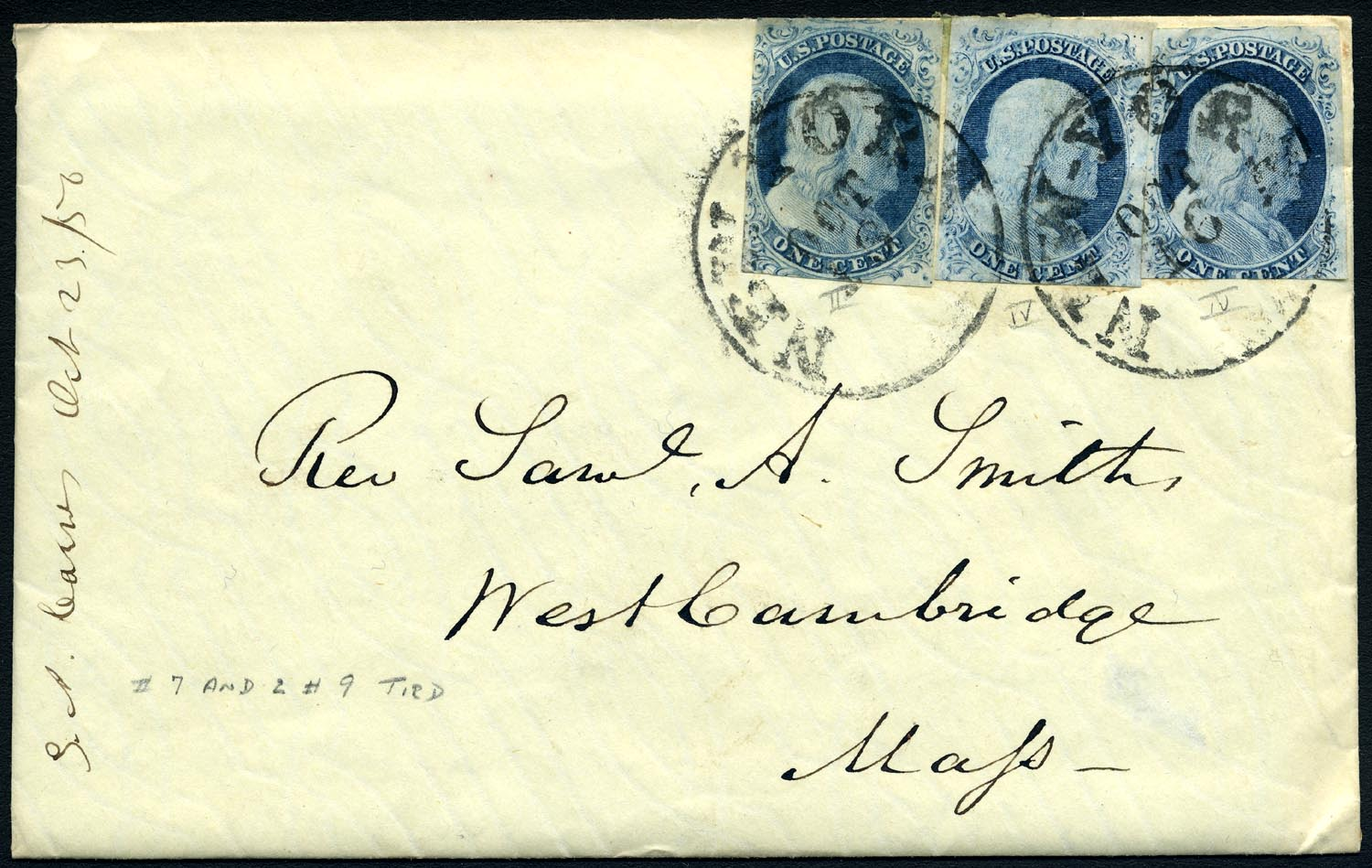
1856年的郵封，郵票由紐約郵政局發行

郵封是指由集郵愛好者收藏的貼有郵票的封套或者包裹，郵封不包括封套內的信件或包裹內的物品。 邮封种类很多，它可以分為实寄封、首日封、首航封、邮资封等。实寄封就是经过邮局寄送以及盖有邮戳的信封。首日封則是在邮票发行当天，在专为该套邮票设计的信封上或普通信封上贴该套邮票或部分邮票，加盖当日邮戳或纪念邮戳。首航封則是在新航线通航首日，由首航班机寄送的信件。邮资封則是由国家邮政部门印制的印有邮资的信封。